# Judith Gap
Judith Gap é uma cidade localizada no estado americano de Montana, no Condado de Wheatland.

## Demografia
Segundo o censo americano de 2000, a sua população era de 164 habitantes.
Em 2006, foi estimada uma população de 139, um decréscimo de 25 (-15.2%).

## Geografia
De acordo com o United States Census Bureau tem uma área de
1,0 km², dos quais 1,0 km² cobertos por terra e 0,0 km² cobertos por água.

## Localidades na vizinhança
O diagrama seguinte representa as localidades num raio de 52 km ao redor de Judith Gap.